# Safet Plakalo
Safet Plakalo (* 4. März 1950 in Plakali, Jugoslawien, heute Montenegro; † 19. März 2015) war ein bosnischer Dramatiker und einer der wenigen Schriftsteller der dramatischen Poesie mit südslawischer Orientierung.

## Leben
Safet Plakalo wurde im März 1950 in dem Dorf Plakali in der Gemeinde Pljevlja geboren. Er besuchte das Gymnasium in Sarajevo und machte ein Studium im Fachbereich Journalismus an der Fakultät für politische Wissenschaften. Plakalo sprach als Fremdsprachen Englisch und Mazedonisch.
Sein erstes Drama Vrh schrieb er im Alter von 26 Jahren und wurde damit der jüngste Dramatiker in Bosnien und Herzegowina. Er war viele Jahre lang der Direktor des Sarajevoer Kriegstheaters.

## Werke

### Poesie
- Sabrane pjesme (2004)

### Prosa
- Plod smrti (2004)

### Drama
- Vrh (1976)
- Iza šutnje (1977)
- Nit (In vino veritas) (1982)
- Phoenix je sagorio uzalud (1984)
- Balada o ex šampionu (1985)
- Lutkino bespuće (1990)
- Sklonište (1992)
- Memoari Mine Hauzen (1995)
- Hazreti Fatima (1998)
- U traganju za bojom kestena (2002)

### Hörspiel
- Koncert za klavir i svjetlost (1977)
- Preparirano proljeće (1979)
- Balada o Modrinji (1980)

### Libretto für das Musik-Theater
- Omer za naćvama (1999)
- Kraljice (2003)